# You’ve Got to Hide Your Love Away
You’ve Got to Hide Your Love Away (englisch für „Du musst deine Liebe verbergen“) ist ein Lied der britischen Band The Beatles aus dem Jahr 1965. Es erschien auf dem Album Help!. Geschrieben wurde You’ve Got to Hide Your Love Away von John Lennon, aber unter der Autorenangabe Lennon/McCartney veröffentlicht.

## Hintergrund
John Lennon verarbeitet in dem nach Bob-Dylan-Manier gesungenen Lied eine Liebesbeziehung. Angeblich soll das Lied eine Beziehung Lennons zum homosexuellen Beatles-Manager Brian Epstein behandeln, die im April 1963 einen gemeinsamen Urlaub nach Spanien unternahmen. Die Beziehung wurde von beiden jedoch bestritten, während der Beatles-Biograf Hunter Davies 2006 in seinem Buch The Beatles, Football And Me berichtet, dass Lennon ihm gegenüber zugab, eine kurze Beziehung zu Epstein gehabt zu haben.

## Aufnahme
You’ve Got to Hide Your Love Away nahmen die Beatles am Nachmittag des 18. Februar 1965 in den Londoner Abbey Road Studios auf. Produzent war George Martin, assistiert von Norman Smith. Insgesamt wurden neun Takes aufgenommen, von denen lediglich zwei vollständig waren. Am Ende der Session nahm der hierfür gebuchte Flötist John Scott je eine Alt- und eine Tenorblockflöte auf. Es war das erste Mal, dass ein zusätzlicher Musiker für die Aufnahme eines Beatles-Liedes gebucht wurde (1962 spielte Andy White anstelle von Ringo Starr auf Love Me Do, für das ebenfalls auf dem Album Help! befindliche Stück Yesterday engagierte Martin ein Streichquartett).
Die Abmischungen des Liedes erfolgten am 20. Februar 1965 in Mono und am 23. Februar 1965 in Stereo. Bei der Monoversion wurde im Vergleich zur Stereoversion etwas Hall unterlegt. Am 26. Februar 1987 erfolgte die Erstveröffentlichung des Albums Help! als CD in Europa (USA: 21. Juli 1987), in einer von George Martin im Jahr 1986 hergestellten digitalen neuen Stereoabmischung.

## Veröffentlichungen
- Am 12. August 1965 erschien in Deutschland das neunte Beatles-Album Help!, auf dem You’ve Got to Hide Your Love Away enthalten ist. In Großbritannien wurde das Album schon am 6. August 1965 veröffentlicht, dort war es das fünfte Beatles-Album. In den USA wurde You’ve Got to Hide Your Love Away auf dem dortigen zehnten Album Help! am 13. August 1965 veröffentlicht. You’ve Got to Hide Your Love Away ist auch in dem gleichnamigen Spielfilm zu sehen. Auf Single wurde das Lied nicht veröffentlicht.
- Im April 1973 wurde You’ve Got to Hide Your Love Away für das Kompilationsalbum 1962–1966 der Beatles verwendet.
- Am 13. März 1996 erschien You’ve Got to Hide Your Love Away auf dem Album Anthology 2, bei dem der Anfang des Liedes aus Aufnahme-Take 1 und 2 besteht, für den Rest von You’ve Got to Hide Your Love Away wurde Take 5 verwendet.
- Am 10. November 2023 wurde das Kompilationsalbum 1962–1966 erneut wiederveröffentlicht. Auf diesem befindet sich You’ve Got to Hide Your Love Away in einer von Giles Martin und Sam Okell 2023 neu abgemischten Version.

## Auszeichnungen für Musikverkäufe
| Land/Region                  | Auszeichnungen für Musikverkäufe (Land/Region, Auszeichnung, Verkäufe) | Verkäufe |
| ---------------------------- | ---------------------------------------------------------------------- | -------- |
| Vereinigtes Königreich (BPI) | Silber                                                                 | 200.000  |
| Insgesamt                    | 1× Silber ·                                                            | 200.000  |

Hauptartikel: The Beatles/Auszeichnungen für Musikverkäufe

## Coverversionen
Seit 1965 wurden zahlreiche Coverversionen des Liedes veröffentlicht, u. a. von den Beach Boys, Joe Cocker, Keane, Travis, Oasis, Sean Lennon, Elvis Costello, Chris Cornell oder Eddie Vedder. Eine fast zeitgleich mit der Beatles-Fassung erschienene Version von The Silkie, an deren Produktion die Beatles beteiligt waren, erreichte 1965 Platz zehn der Billboard Hot 100.